# Nick Herbert (Politiker)

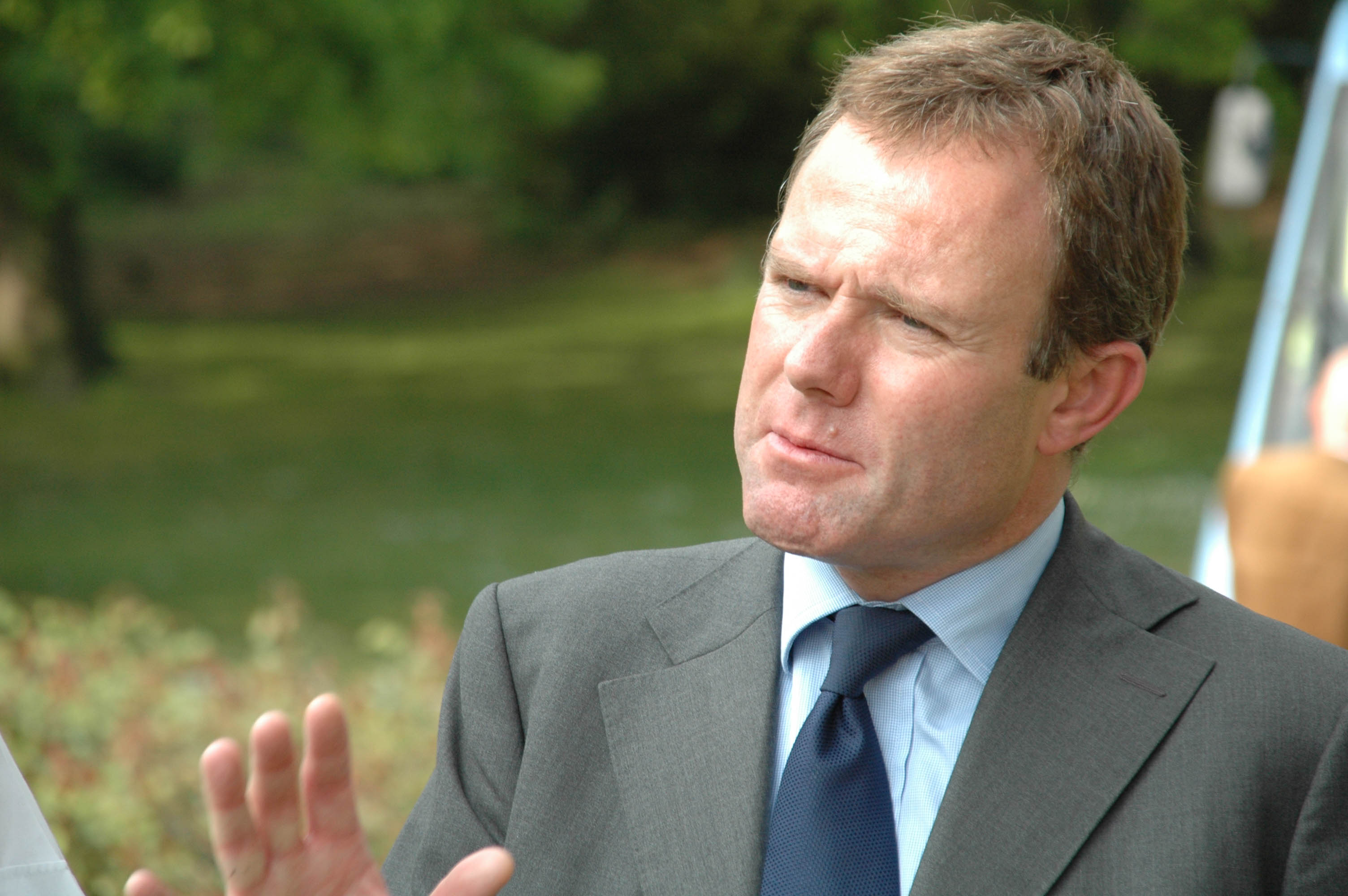
Nick Herbert

Nicholas Le Quesne („Nick“) Herbert, Baron Herbert of South Downs CBE (* 7. April 1963) ist ein britischer Politiker.

## Leben
Nach seiner Schulzeit in Haileybury, Hertfordshire, studierte Herbert am Magdalene College in Cambridge Rechtswissenschaften und Wirtschaftswissenschaften. Nach seinem Studium war er bei der British Field Sports Society angestellt und war für diese Organisation sechs Jahre lang tätig. Danach arbeitete er in der Privatwirtschaft und beteiligte sich an der Kampagne gegen den Euro und für den Erhalt des Pfund Sterling. Jahre später gründete er im Januar 2016 die Gruppierung Conservatives for Reform in Europe, die für den Verbleib des Vereinigten Königreichs in der EU bei dem kommenden EU-Mitgliedschaftsreferendum warb. Er betonte, dass er mit seiner damaligen Anti-Euro-Kampagne nie die EU-Mitgliedschaft des Vereinigten Königreichs habe in Frage stellen wollen.
Bei der Britischen Unterhauswahl 1997 scheiterte Herbert als Kandidat der Conservative Party im Wahlkreis Berwick-upon-Tweed. Seit der Unterhauswahl 2005 war er für den Wahlkreis Arundel and South Downs als Abgeordneter im House of Commons. Von Mai 2010 bis September 2012 war Nick Herbert Staatsminister für Polizeiwesen und Kriminaljustiz im britischen Innenministerium (Home Office). Zur Unterhauswahl 2019 trat er nicht mehr an und schied aus dem House of Commons aus. Am 1. September 2020 wurde er als Baron Herbert of South Downs, of Arundel in the County of West Sussex, zum Life Peer erhoben und ist dadurch seither Mitglied des House of Lords.
Herbert lebt mit seinem Lebenspartner Jason Eades, den er im Januar 2009 geheiratet hat, in Arundel zusammen.